# SMS Emden (1908)
Lo SMS Emden fu un incrociatore leggero della marina imperiale tedesca (Kaiserliche Marine), entrato in servizio nel luglio del 1909 come seconda e ultima unità della classe Dresden e attivo durante le fasi iniziali della prima guerra mondiale.
Assegnato allo Ostasiengeschwader ("Squadra dell'Asia orientale", la forza navale incaricata di proteggere i possedimenti coloniali tedeschi nell'area dell'oceano Pacifico), allo scoppio della guerra l'incrociatore, agli ordini del capitano di fregata Karl von Müller, si separò dalla formazione per intraprendere una crociera corsara ai danni del traffico mercantile nemico nella zona dell'oceano Indiano. Operando in maniera indipendente, lo Emden percorse circa 30.000 miglia nautiche (56.000 chilometri) catturando e affondando 17 mercantili per un totale di 70.825 tonnellate di stazza lorda; l'incrociatore non esitò a compiere anche incursioni contro porti nemici, bombardando i depositi di carburante di Madras e attaccando il porto di Penang, dove furono affondati un incrociatore russo e un cacciatorpediniere francese. Nel corso dei suoi attacchi Müller si attenne scrupolosamente alle norme del diritto internazionale in materia di guerra navale: le navi civili furono fermate ed evacuate dall'equipaggio prima di essere affondate, e gli equipaggi catturati trattati con rispetto e inviati a terra alla prima occasione utile, una correttezza riconosciuta anche dagli stessi prigionieri.
Il 9 novembre 1914, durante un'incursione alle isole Cocos, lo Emden fu affrontato dall'incrociatore australiano HMAS Sydney: meglio armata, l'unità australiana fu ben presto capace di mettere fuori combattimento la nave tedesca, finita poi arenata sulla spiaggia dell'isola di North Keeling.

## Caratteristiche

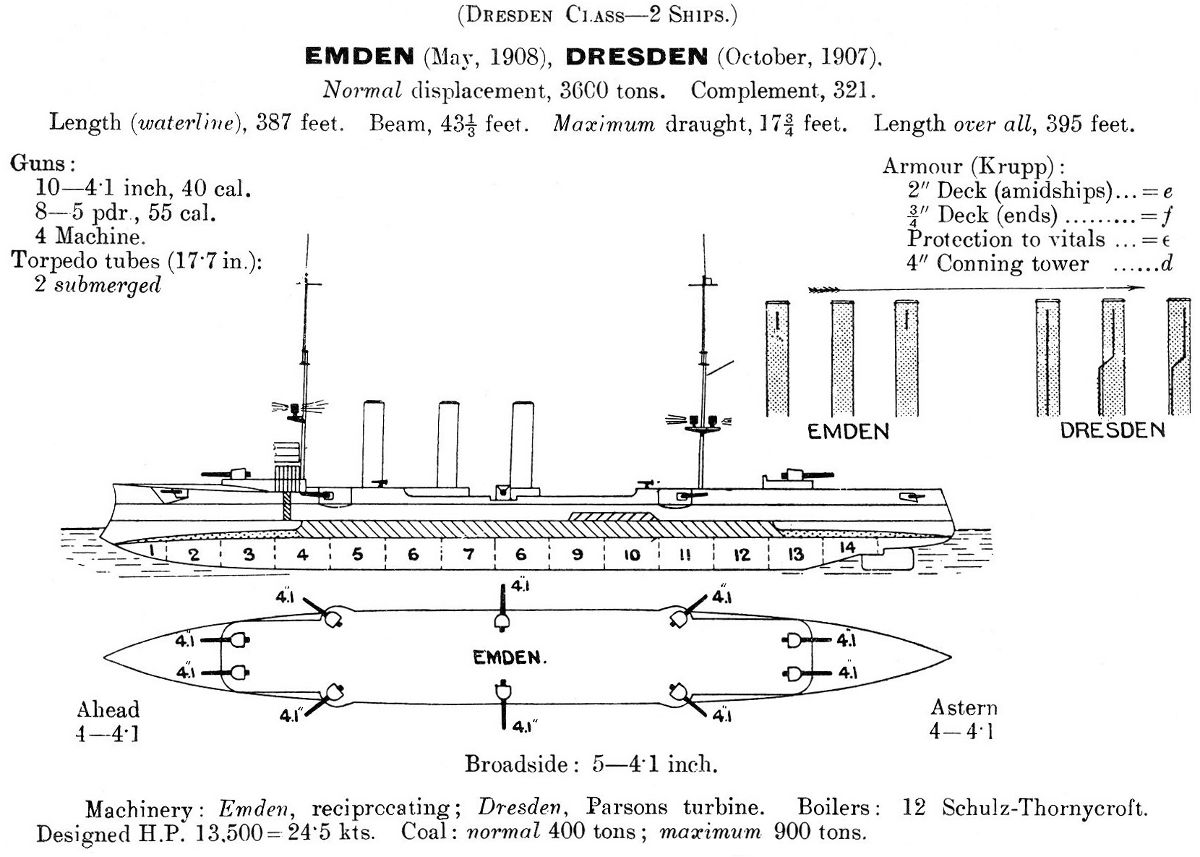
Diagramma delle unità della classe Dresden.

Lo Emden fu la seconda e ultima unità della classe Dresden. Differiva dall'unità capoclasse, la SMS Dresden, solo in alcuni dettagli. Lo scafo era lungo fuori tutto 118,3 metri, con una larghezza massima di 13,5 metri e un pescaggio di 5,53 metri; il dislocamento a pieno carico era di 4.268 tonnellate, identico a quello del Dresden. Il sistema di propulsione verteva su due motori a vapore a tripla espansione con una potenza di progetto di 16.350 shp, a differenza del Dresden che invece montava due turbine a vapore della Parsons capaci di una potenza di 18.880 shp; lo Emden fu l'ultimo incrociatore tedesco a montare motori a vapore a tripla espansione, mentre tutte le unità seguenti furono dotate di turbine a vapore.
I motori erano alimentati da dodici caldaie a tubi d'acqua, con una riserva di 860 tonnellate di carbone contenuto nelle stive della nave. La velocità massima era pari a 24 nodi (leggermente inferiore a quella del Dresden), con un'autonomia complessiva di 3.760 miglia nautiche alla velocità di 12 nodi. L'equipaggio ammontava a 18 ufficiali e 343 sottufficiali e marinai.
La nave era armata con dieci cannoni da 105 mm, armamento standard di tutte le più recenti classi di incrociatori leggeri della Kaiserliche Marine, montati in dieci barbette singole sul ponte principale dell'incrociatore. La disposizione dei pezzi era la stessa delle altre classi di incrociatori leggeri, con due pezzi posti fianco a fianco a prua, sei lungo la fiancata (tre per lato) e due affiancati a poppa. I cannoni, capaci di una gittata di 12.200 metri, disponevano di una riserva di 150 colpi per pezzo. L'armamento era completato da 10 mitragliatrici per la difesa ravvicinata e due tubi lanciasiluri da 450 mm montati in impianti posti sotto la linea di galleggiamento lungo le fiancate; la nave era inoltre predisponibile per il trasporto e il rilascio di una cinquantina di mine navali.
La protezione della nave era data da un ponte corazzato spesso 80 mm, che si riduceva a 30 e poi 20 mm all'estremità della poppa; la torre di comando era protetta da una corazzatura spessa 100 mm, mentre i cannoni erano protetti da una barbetta spessa 50 mm.

## Storia

### Primi anni

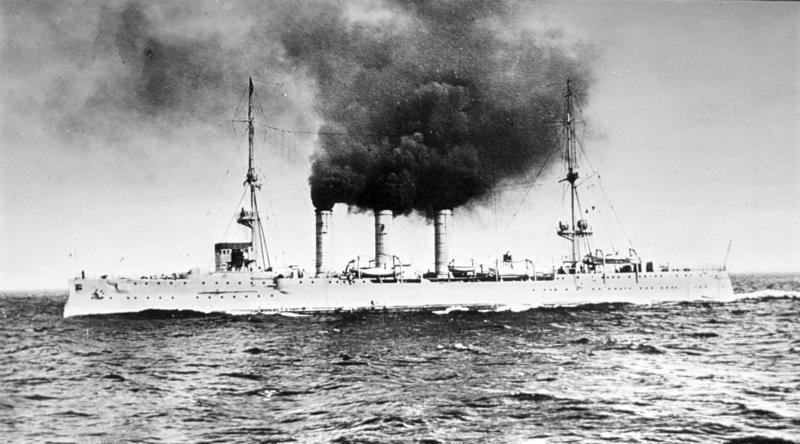
LEmden in navigazione nel 1910.

Ordinata sotto il nome di Ersatz Pfeil a sostituzione dell'avviso SMS Pfeil, la nave fu impostata il 6 aprile 1906 nei cantieri Kaiserliche Werft di Danzica, e venne poi varata il 26 maggio 1908 con il nome di Emden in onore dell'omonima città della Germania settentrionale, prima unità della marina tedesca a portare questo nome. Completato l'allestimento, l'unità entrò ufficialmente in servizio il 10 luglio 1909 venendo assegnata alla Hochseeflotte.
Dopo un periodo di addestramento nelle acque di casa, il 1º aprile 1910 lo Emden fu assegnato alla Ostasiengeschwader ("Squadra dell'Asia orientale"), l'unità della Kaiserliche Marine incaricata di proteggere gli interessi politici e coloniali della Germania nell'Asia orientale e nella regione dell'oceano Pacifico. Il 12 aprile 1910 l'incrociatore lasciò Kiel dirigendosi inizialmente verso il Sud America, raggiungendo il 12 maggio seguente Montevideo dove si incontrò con l'incrociatore SMS Bremen. Le due navi parteciparono tra il 17 e il 30 maggio a una parata navale a Buenos Aires nell'ambito delle celebrazioni per i 100 anni di indipendenza dell'Argentina, concluse le quali lo Emden riprese la sua rotta per l'Asia; il 24 giugno 1910 l'unità doppiò Capo Horn ed entrò nel Pacifico, visitando Papeete, nella Polinesia francese, il 12 luglio, e facendo poi scalo ad Apia, nelle Samoa tedesche, il 22 luglio seguente, dove si aggregò alla squadra composta dagli incrociatori corazzati SMS Scharnhorst e SMS Gneisenau del vice ammiraglio Maximilian von Spee, comandante dello Ostasiengeschwader.
Il 27 settembre 1910 l'incrociatore fu riassegnato alla base navale di Tsingtao, colonia della Germania lungo la costa settentrionale della Cina e principale porto tedesco sul Pacifico. Il 10 gennaio 1911 lo Emden, insieme all'incrociatore leggero SMS Nürnberg, fu inviato nell'isola di Pohnpei, nelle Caroline, per collaborare alla repressione di una rivolta delle popolazioni locali, insorte contro la dominazione coloniale tedesca: il capitano di corvetta Waldemar Vollerthun, comandante dello Emden, assunse il comando delle forze tedesche nell'isola e stroncò l'insurrezione entro la fine del febbraio seguente. In seguito l'incrociatore tornò ai suoi compiti di routine, pattugliando i possedimenti tedeschi nel Pacifico e rappresentando gli interessi della Germania nell'area; nel maggio del 1913 il capitano di corvetta Karl von Müller assunse il comando dell'unità, ottenendo poco dopo la promozione al grado di capitano di fregata.

### Lo scoppio della guerra

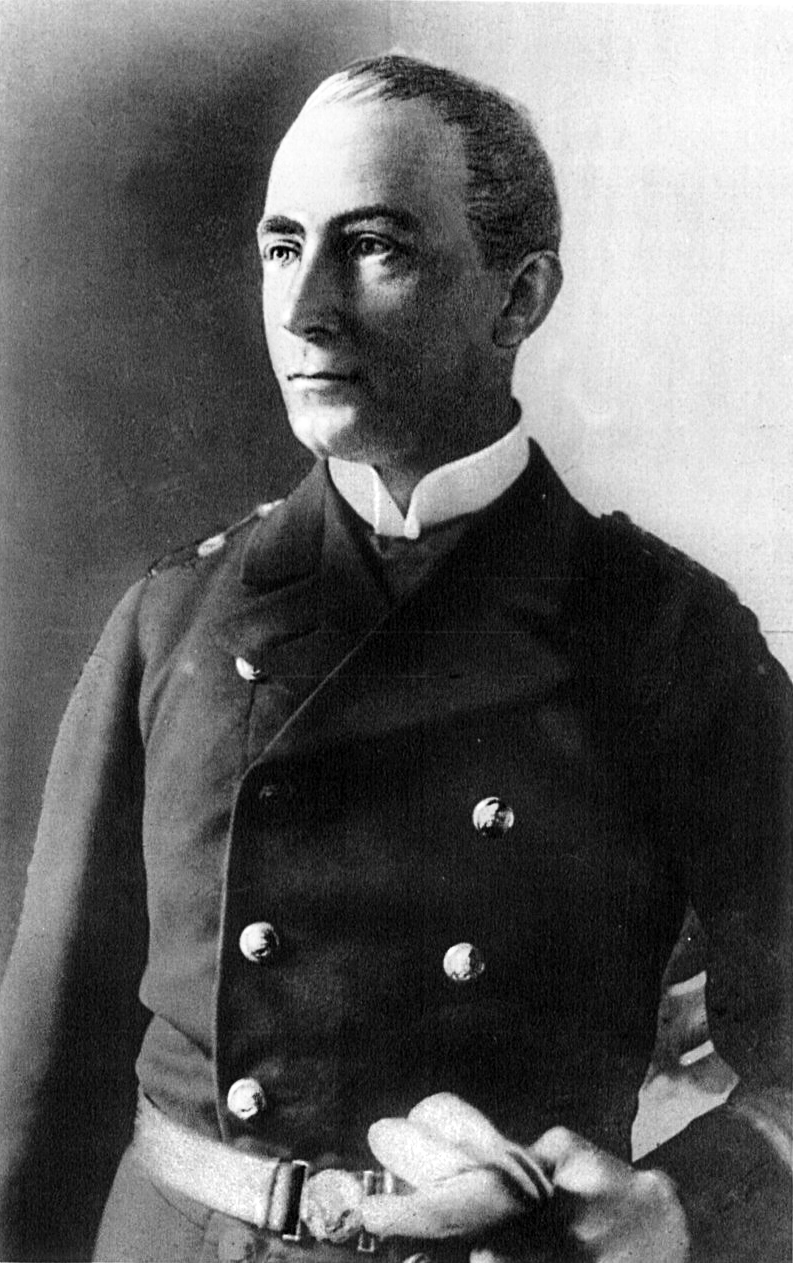
Karl von Müller, comandante dell'incrociatore a partire dal maggio del 1913.

Al momento della crisi di luglio del 1914, lo Emden era l'unico degli incrociatori della Squadra dell'Asia orientale ad essere regolarmente di base a Tsingtao: i due incrociatori corazzati Scharnhorst e Gneisenau si trovavano nel Pacifico meridionale mentre l'incrociatore leggero Nürnberg era sulla via del rientro dalle coste occidentali del Messico, dove era stato sostituito dal pari classe SMS Leipzig. Il 31 luglio 1914, avuto notizia degli ultimatum inviati da Berlino ai governi di Francia e Russia e dell'imminenza del conflitto, il capitano von Müller decise di salpare immediatamente, onde evitare di rimanere imbottigliato nel porto. Il 2 agosto giunse la notizia della dichiarazione di guerra della Germania all'Impero russo, seguita il giorno dopo da quella alla Francia. Von Müller iniziò le operazioni contro il traffico navale nemico, e già il 4 agosto intercettò il piroscafo russo Rjazan al largo della costa meridionale della Corea: la nave venne fermata, catturata e condotta a Tsingtao, dove fu dotata di cannoni e rimessa in servizio come incrociatore ausiliario con il nome di SMS Cormoran.
Il 5 agosto l'ammiraglio von Spee ordinò alle disperse unità della sua squadra di ricongiungersi all'isola di Pagan, nelle Marianne; lo Emden lasciò Tsingtao il giorno seguente, insieme all'incrociatore ausiliario Prinz Eitel Friedrich e alla carboniera Markomannia, raggiungendo Spee a Pagan il 12 agosto. La situazione per la squadra tedesca si faceva difficile: il 4 agosto il Regno Unito aveva dichiarato guerra alla Germania, e Spee venne informato che il Giappone, storico alleato dei britannici, era in procinto di fare altrettanto; alcune unità giapponesi erano già state inviate alla ricerca delle navi tedesche. L'ammiraglio decise quindi di concentrare tutte le sue unità e di fare rotta per il Sud America, da dove sperava anche di riguadagnare la via per la Germania attraverso Capo Horn e l'oceano Atlantico, e con l'intenzione di danneggiare il traffico navale britannico. Il capitano von Müller espresse perplessità sulla riuscita di un simile piano, e avanzò invece la proposta che lo Emden venisse distaccato dalla squadra per operare in maniera indipendente, andando ad attaccare il traffico commerciale nemico nella direzione opposta a quella che avrebbe preso Spee, facendo cioè rotta verso l'oceano Indiano. Anche in considerazione del fatto che lo Emden era l'unità più veloce a sua disposizione, Spee si disse d'accordo con il piano di Müller e ne autorizzò l'azione indipendente.

### Guerra di corsa nell'oceano Indiano

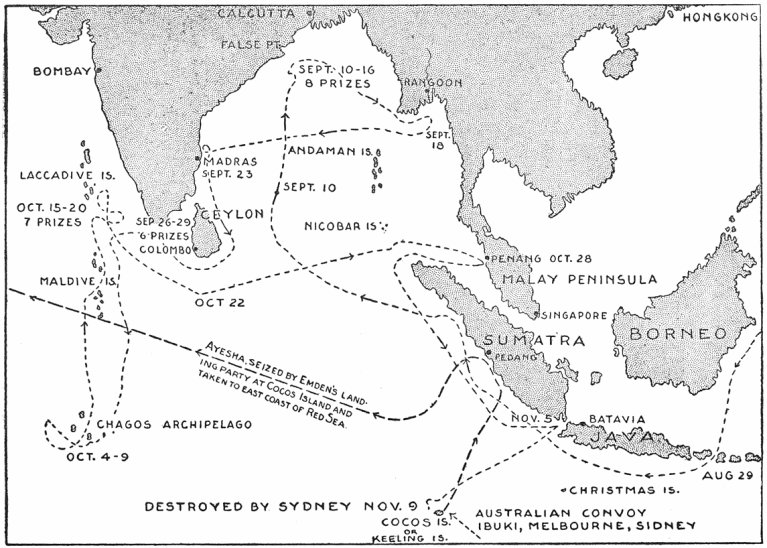
La rotta presa dallo Emden durante la sua crociera corsara nell'oceano Indiano.

Il 14 agosto 1914 lo Emden e la carboniera Markomannia lasciarono Pagan, facendo rotta verso sud-ovest; Müller sapeva che un'altra unità tedesca, l'incrociatore leggero SMS Königsberg, si trovava in quel momento ad operare nella porzione occidentale dell'oceano Indiano, nella zona del golfo di Aden e lungo le coste orientali dell'Africa, e decise quindi di concentrare la sua azione nel settore orientale, contro le rotte commerciali che univano i porti di Singapore, Colombo e Aden. Lo Emden e la Markomannia fecero rotta per la colonia tedesca delle isole Palau onde incontrarsi con un'altra carboniera tedesca, ma il rendezvous fallì, come pure un secondo organizzato al largo dell'isola di Timor; le navi tedesche si diressero quindi verso l'oceano Indiano attraverso il Mare delle Molucche e il Mar di Banda, all'interno del vasto arcipelago delle Indie orientali olandesi. Direttosi all'isola di Tanahjampen, a sud di Celebes, per fare rifornimento di carbone, l'incrociatore venne fermato dalla corazzata costiera Hr. Ms. Maarten Harpertszoon Tromp della marina militare olandese, intenzionata a far rispettare fermamente la neutralità dei Paesi Bassi, obbligando quindi Müller ad allontanarsi e a fare rotta per lo Stretto di Lombok. Una volta nello stretto, l'ufficiale radio dello Emden intercettò un messaggio dell'incrociatore corazzato britannico HMS Hampshire, che si trovava in zona: Müller diede quindi ordine di camuffare la sua nave in modo da farla assomigliare a un incrociatore leggero britannico, procedendo poi verso nord-ovest parallelo alla costa di Giava e Sumatra.
Il 5 settembre 1914 lo Emden entrò nel golfo del Bengala ottenendo una completa sorpresa, visto che le autorità britanniche lo ritenevano ancora aggregato alla squadra di Spee. Dopo alcuni giorni passati alla ricerca del nemico, il 10 settembre l'incrociatore si mosse sulla rotta Colombo-Calcutta, dove fermò e perquisì la carboniera greca Pontoporros: la nave trasportava un carico di carbone per conto dei britannici, ma Müller decise di attenersi scrupolosamente alle norme internazionali in materia di guerra navale, e visto che la convenzione dell'Aia prevedeva la confisca del carico ma non della nave, l'ufficiale tedesco decise di pagare l'equipaggio greco perché lo seguisse come unità di rifornimento. Nei due giorni seguenti l'incrociatore intercettò altre cinque unità: due navi da trasporto truppe britanniche vuote, la Indus e la Lovat, vennero fermate, evacuate dall'equipaggio e affondate tramite una carica da demolizione posizionata nello scafo, mentre il piroscafo Kabinga venne catturato e trasformato in nave-prigione per gli equipaggi; la carboniera Killin fu fermata e catturata, ma, poiché era troppo lenta per seguire la formazione, Müller decise di affondarla, sempre dopo aver tratto in salvo l'equipaggio. Mentre la Killin affondava, fu avvistato un quinto mercantile, il Loredano, battente bandiera italiana: visto che il Regno d'Italia era in quel momento ancora neutrale, la nave fu solo ispezionata e poi lasciata proseguire, ma il comandante del piroscafo rifiutò un'offerta in denaro perché trasportasse in un porto sicuro gli equipaggi delle altre unità affondate dallo Emden. Una volta a destinazione, il comandante italiano riferì del suo incontro con l'incrociatore tedesco, scatenando il panico tra i mercantili presenti in zona.
Il 13 settembre Müller lasciò libero il Kabinga, inviandolo a Calcutta con a bordo i prigionieri presi nei precedenti affondamenti; i prigionieri stessi, prima del congedo, si congratularono con i tedeschi per il comportamento tenuto nei loro confronti. Spostatosi nell'area del delta del Gange, il 14 settembre lo Emden catturò il piroscafo britannico Trabboch: come di consueto, la nave fu evacuata dall'equipaggio e affondata con una carica esplosiva. La detonazione attirò un secondo piroscafo britannico, il Clan Matheson, che fu anch'esso catturato e affondato. Poco dopo Müller intercettò un terzo mercantile, il norvegese Dovre, il quale, appartenente a uno stato neutrale, fu ispezionato e poi lasciato libero di proseguire, prendendo a bordo gli equipaggi dei due piroscafi affondati. Dai racconti del capitano norvegese e dalle intercettazioni radio, Müller venne quindi a conoscenza delle misure prese dai britannici per contrastarlo: le autorità dell'India britannica avevano ordinato l'interruzione dei normali traffici navali e disposto l'oscuramento delle città sulla costa, mentre una formazione navale agli ordini del viceammiraglio Martyn Jerram, con gli incrociatori Hampshire, Yarmouth e il giapponese Chikuma, si era messa sulle tracce del corsaro tedesco nel golfo del Bengala, con altri due incrociatori (il britannico Minotaur e il giapponese Ibuki) intenti a pattugliare più a est le probabili stazioni di rifornimento.

### Verso occidente

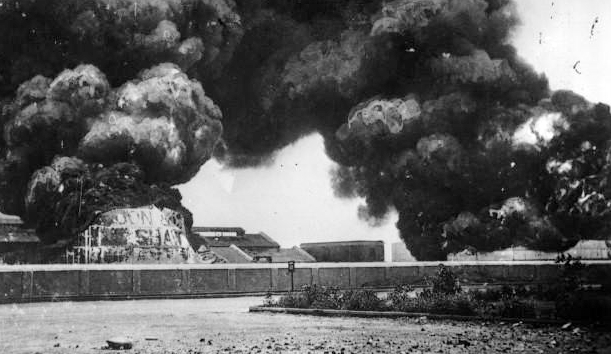
I depositi di carburante di Madras in fiamme dopo il raid dello Emden.

Müller decise di dirigersi a ovest per compiere nuove razzie lungo la costa orientale dell'India, al fine di dimostrare la propria libertà di movimento e di intaccare il prestigio dei britannici agli occhi delle popolazioni indiane. Intorno alle 20:00 del 22 settembre, lo Emden entrò nel porto di Madras, completamente illuminato nonostante le recenti disposizioni in materia di oscuramento: portatosi a 2.700 metri dai depositi di carburante del porto, l'incrociatore aprì il fuoco per una decina di minuti, sparando 125-130 proiettili che incendiarono due serbatoi di petrolio e ne danneggiarono altri tre, oltre a danneggiare un mercantile presente in rada. I forti costieri risposero al fuoco ma non misero a segno nessun colpo, e lo Emden poté allontanarsi indisturbato. Il giorno successivo il governo indiano decretò il blocco totale dei trasporti navali civili nell'area del golfo del Bengala: in meno di un mese di operazioni corsare, lo Emden aveva provocato un crollo delle esportazioni indiane pari al 61,2% del loro valore totale.
Dopo il raid di Madras, Müller aveva progettato un appuntamento con le sue carboniere presso l'isola di Simalur, nelle Indie olandesi, ma decise invece di procedere verso sud per compiere una puntata nelle acque dell'isola di Ceylon. Il 25 settembre l'incrociatore fermò e affondò il piroscafo Tymeric e poco dopo catturò il Gry Fevale perché facesse da nave-prigione; due giorni dopo fu affondato il mercantile Foyle, mentre la carboniera Buresk fu catturata e dotata di un equipaggio tedesco perché fungesse da nave rifornimento. Il 28 settembre il Gry Fevale fu lasciato libero di raggiungere Colombo con i prigionieri, e lo Emden si diresse a un appuntamento con la Markomannia per fare rifornimento di combustibile; le due navi si incontrarono il giorno seguente, ma la carboniera tedesca aveva ormai le stive vuote mentre del greco Pontoporros, inviato alcuni giorni prima all'isola Simeulue perché facesse rifornimento di carbone, si erano perse le tracce. Müller fece quindi rotta a sud per incrociare le rotte tra Aden e l'Australia e tra Calcutta e le Mauritius, ma in due giorni di ricerche non avvistò alcun bersaglio; il comandante tedesco si diresse quindi verso le poco frequentate isole Chagos, con lo scopo di far riposare l'equipaggio e revisionare i motori dell'incrociatore.
Il 9 ottobre lo Emden gettò l'ancora al largo dell'isola di Diego Garcia, trattenendosi un paio di giorni per ripulire la carena dalle incrostazioni e dal fouling. In seguito Müller fece rotta verso nord, alla volta delle acque delle isole Maldive e Laccadive, dopo aver intercettato comunicazioni radio del britannico Hampshire che ne segnalavano la presenza nelle vicinanze delle Chagos: Müller apprese inoltre della cattura della Markomannia ad opera dei britannici, avvenuta il 12 ottobre. Tra il 15 e il 20 ottobre lo Emden fece altre sei vittime nelle acque ad ovest di Colombo, affondando i mercantili Clan Grant, Ponrabbel, Benmohr, Trolis e Chilkana e catturando la carboniera Exford con il suo vitale carico di combustibile; affidati i prigionieri a un mercantile statunitense incrociato in zona, Müller cambiò di nuovo zona di operazioni e puntò con decisione verso est, alla volta dello stretto di Malacca.

### L'attacco a Penang

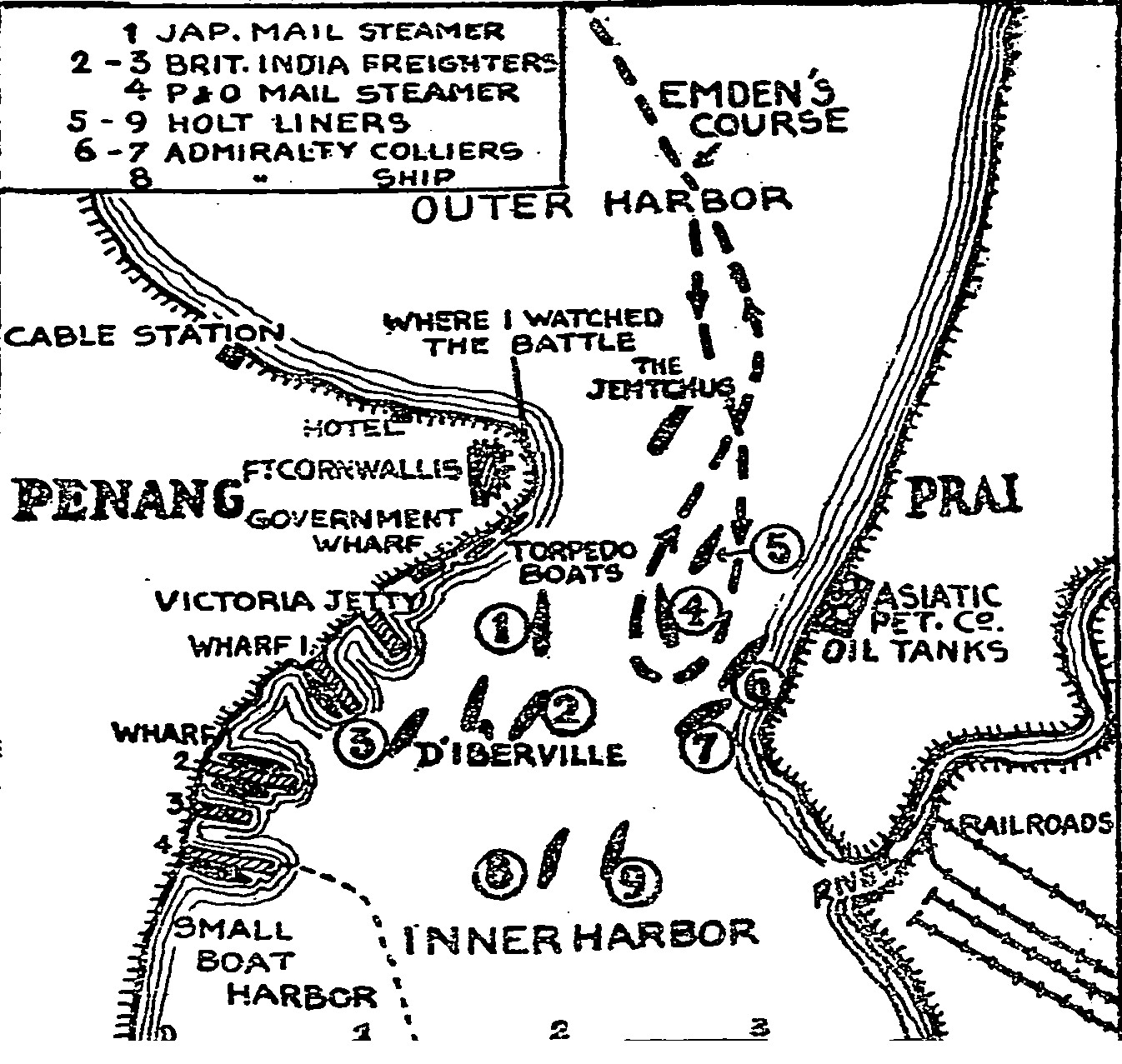
Carta dello scontro di Penang, realizzata da un giornalista statunitense testimone diretto degli eventi.

Il 27 ottobre Müller fece sosta alle isole Nicobare per rifornirsi di carbone dalle sue navi appoggio, per poi ripartire alla volta dell'obiettivo prescelto: il porto di Penang, lungo la costa nord-occidentale della Malesia britannica. Lo Emden si avvicinò al porto verso le 03:00 del 28 ottobre, camuffato con un quarto fumaiolo posticcio per sembrare un incrociatore leggero britannico e battendo la White Ensign della Royal Navy; Penang fungeva da base per le unità dell'Intesa destinate al pattugliamento dello stretto di Malacca, e le vedette dello Emden avvistarono subito, all'imboccatura del porto, una nave da guerra completamente illuminata: si trattava dell'incrociatore protetto russo Žemčug, arrivato il 26 ottobre per compiere riparazioni alle macchine. L'incrociatore russo non era pronto al combattimento: il suo comandante e gran parte dell'equipaggio erano a terra, era in funzione una sola caldaia, non c'erano vedette in servizio, i cannoni disponevano di poche munizioni.
Alle 05:18 Müller fece issare la bandiera tedesca e ordinò l'attacco: lo Emden, ormai a 270 metri dallo Žemčug, aprì il fuoco sull'incrociatore russo con i cannoni da 105 mm, colpendolo anche con un siluro. L'incrociatore tedesco piegò a destra per compiere un secondo passaggio, e, nonostante dall'unità russa si fosse tentato un abbozzo di reazione, lo Žemčug fu incendiato dai proiettili dei cannoni tedeschi e colpito da un secondo siluro. Quest'ultimo provocò una forte esplosione che dilaniò la nave: lo Žemčug affondò rapidamente, con la morte di 81 marinai russi e il ferimento di altri 129, sette dei quali morirono nei giorni successivi. Per la sua estrema negligenza, il comandante russo, barone Cherkassov, fu poi processato e condannato alla degradazione e a tre anni e mezzo di prigione.
Le altre unità in porto tentarono una reazione, ma tutte si trovavano lì per riparazioni e non erano in grado di agire rapidamente: l'incrociatore francese D'Iberville e i cacciatorpediniere suoi connazionali Fronde e Pistolet aprirono il fuoco senza riuscire a colpire l'avversario. Müller decise di interrompere l'azione e manovrò per uscire dal porto; all'imboccatura della rada lo Emden si imbatté in un'unità britannica, su cui aprì subito il fuoco: si trattava di una nave civile, il mercantile Glen Turret. Non appena si rese conto dell'errore, Müller fece sospendere il tiro ed espresse le sue scuse al comandante britannico, lasciando la nave libera di proseguire. Poco dopo fu individuata una seconda unità, questa volta militare: si trattava del cacciatorpediniere francese Mousquet, in rientro a Penang dopo una missione di pattugliamento. La nave fu subito attaccata dai tedeschi, e nonostante fosse riuscita a lanciare un siluro e sparare qualche colpo di cannone, fu ben presto ridotta a un relitto in fiamme dalle artiglierie dello Emden. Müller fece fermare le macchine e diede ordine di recuperare i superstiti del Mousquet, prendendo a bordo un ufficiale e 35 marinai del cacciatorpediniere; la nave affondò poco dopo, portando con sé 47 membri dell'equipaggio, tra cui il comandante, tenente Théroinne.
Il cacciatorpediniere francese Pistolet uscì dal porto e cercò di inseguire i tedeschi, ma lo Emden si infilò in un fronte temporalesco e fece perdere le proprie tracce. Il 30 ottobre l'incrociatore fermò il piroscafo britannico Newburn e vi caricò a bordo i superstiti del Mousquet, dopo che questi ebbero sottoscritto un impegno formale a non riprendere più le ostilità contro la Germania. Il raid di Penang causò un forte shock alle forze dell'Intesa; i grandi convogli in partenza dall'Australia con a bordo le truppe dello ANZAC furono trattenuti in porto finché non fu possibile assegnare loro una scorta adeguata.

### La fine

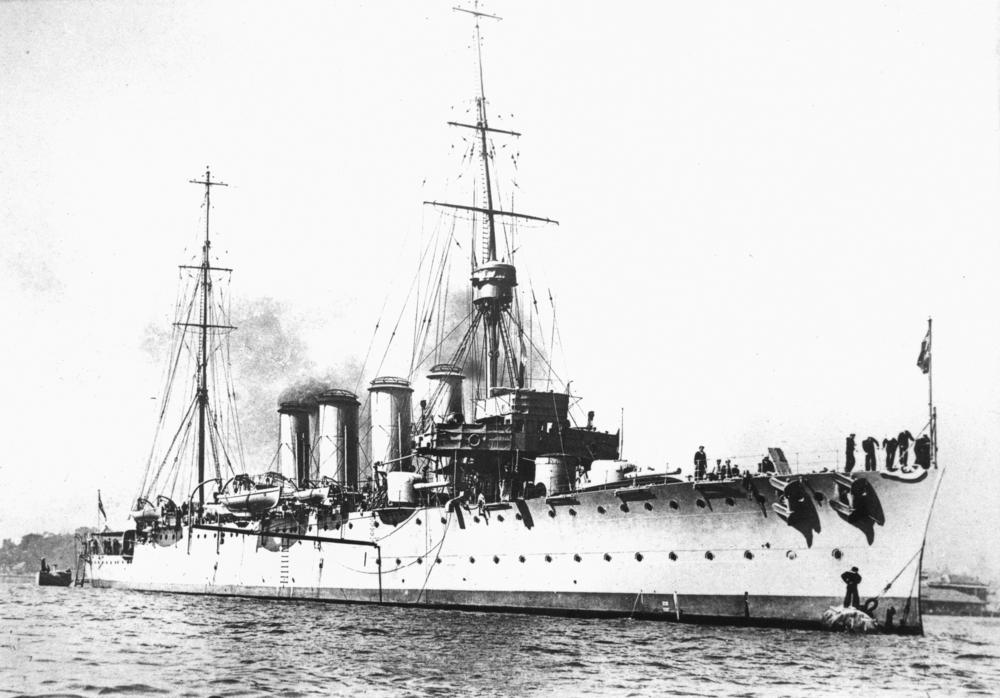
L'incrociatore.

Lo Emden fece rotta per l'isola di Simalur, dove si incontrò con la carboniera Buresk per fare rifornimento; il nuovo obiettivo del comandante tedesco divennero le isole Cocos, dove Müller aveva intenzione di distruggere la locale stazione radio britannica prima d'inoltrarsi nell'oceano Indiano per far perdere le proprie tracce. In rotta per le Cocos, l'incrociatore passò due giorni alla ricerca di traffico nemico nello stretto della Sonda, ma senza successo; dopo avere incontrato anche la carboniera Exford il 7 novembre, l'incrociatore tedesco giunse infine davanti alle Cocos la mattina del 9 novembre 1914. Nessuna nave britannica era in vista, e il capitano Müller fece scendere a terra, sull'isola Direction, una squadra da sbarco composta da due ufficiali, sei sottufficiali e 38 marinai, guidati dal tenente di vascello (Kapitänleutnant) Hellmuth von Mücke.
Non appena i tedeschi comparvero all'orizzonte, la stazione radio britannica prese a inviare richieste di aiuto, e nonostante lo Emden effettuasse operazioni di jamming sulle sue trasmissioni, il segnale fu ricevuto dall'incrociatore leggero australiano HMAS Sydney: la nave si trovava 52 miglia nautiche (96 km) più a nord, di scorta a un convoglio che trasportava truppe australiane, e fece subito rotta su Direction alla massima velocità. I tedeschi localizzarono le trasmissioni radio del Sydney, ma ne stimarono la posizione a 250 miglia (460 km) di distanza, abbastanza lontano affinché lo Emden potesse completare la missione e poi disimpegnarsi; verso le 09:00 le vedette tedesche scorsero fumo all'orizzonte, scambiato per quello della carboniera Buresk cui era stato dato ordine di ricongiungersi all'incrociatore, ma mezz'ora dopo identificarono l'unità in avvicinamento come il Sydney.
L'unità australiana accorciò le distanze fino a 8.700 metri, ponendosi poi su una rotta parallela a quella dello Emden. L'incrociatore tedesco aprì il fuoco per primo, verso le 09:40, inquadrando il Sydney alla terza salva. Le artiglierie tedesche mantennero una elevata cadenza di tiro (quasi una salva ogni dieci secondi) per compensare l'inferiorità dell'armamento - il Sydney montava infatti otto cannoni da 152 mm - mettendo a segno diversi colpi sull'unità australiana, che ebbe un cannone e la centrale di tiro anteriore messi fuori uso, oltre a riportare un principio di incendio. Verso le 10:00, tuttavia, il Sydney fu infine in grado di aggiustare il tiro sull'unità tedesca e ad infliggerle seri danni: la stazione radio dello Emden, uno dei cannoni principali e il timone vennero distrutti, mentre l'impianto elettrico fu messo fuori uso. Müller cercò più volte di serrare le distanze per arrivare a portata di tiro dei suoi lanciasiluri, ma il Sydney era veloce quanto l'unità tedesca e riuscì a mantenersi a distanza. Verso le 10:20 un proiettile australiano colpì la santabarbara posteriore dello Emden, causando un vasto incendio; per le 10:45 i cannoni dell'unità tedesca erano stati per la maggior parte ridotti al silenzio.
Il comandante tedesco riconobbe che la sua nave non era più in condizione di combattere, perciò verso le 11:15 fece deliberatamente incagliare l'incrociatore sulla spiaggia dell'isola di North Keeling, per permettere all'equipaggio di mettersi in salvo. L'armamento superstite venne sabotato e i documenti segreti bruciati. Il Sydney si allontanò al fine di catturare la carboniera Buresk, che però si autoaffondò non appena l'unità australiana si fu avvicinata; il Sydney tornò quindi al largo di North Keeling e intimò la resa ai superstiti dello Emden. Poiché l'unità tedesca innalzava ancora la bandiera di guerra, gli australiani riaprirono il fuoco, al che Müller fece alzare bandiera bianca e i tedeschi si consegnarono agli avversari.

### Il destino dei superstiti

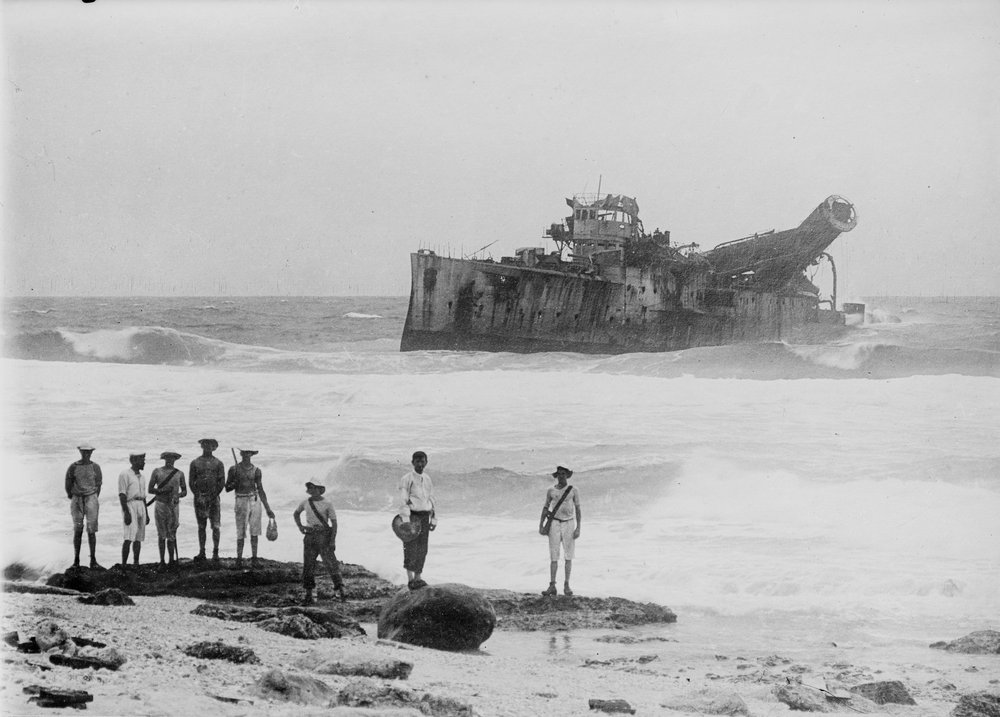
Il relitto dello Emden incagliato sulla spiaggia dell'isola di North Keeling.

Lo scontro delle isole Cocos era costato al Sydney tre morti e 13 feriti tra l'equipaggio; molto più pesanti furono le perdite tra i tedeschi, che ebbero 131 tra ufficiali e marinai uccisi e 65 feriti. I feriti furono portati in Australia, mentre il resto dell'equipaggio, tra cui il capitano Müller, fu destinato a un campo di prigionia nell'isola di Malta; quasi tutti rientrarono in Germania solo nel 1920. Müller rimase con i suoi uomini fino all'ottobre del 1916, quando fu trasferito in Inghilterra, in un campo di prigionia riservato agli ufficiali; gravemente ammalato, nell'ottobre del 1918 fu rimpatriato nell'ambito di uno scambio di prigionieri tra tedeschi e britannici. Insignito della Pour le Mérite (la massima onorificenza dell'Impero tedesco), visse a Braunschweig fino alla morte, avvenuta l'11 marzo 1923.
Il distaccamento tedesco sbarcato su Direction agli ordini del tenente von Mücke rimase spettatore inerme dell'affondamento dello Emden, ma riuscì a sfuggire alla cattura: impossessandosi di un piccolo schooner da 97 t abbandonato, l'Ayesha, e mettendolo in condizioni di navigare, i tedeschi fuggirono dalle Cocos alla volta delle Indie olandesi. Raggiunto il porto di Padang, a Sumatra, gli uomini di Mücke trovarono un imbarco su un mercantile tedesco, il Choising, che forzando il blocco dell'Intesa riuscì ad approdare ad Al-Hudayda, nello Yemen controllato dagli alleati ottomani; risalito il Mar Rosso fino a Gedda, i tedeschi riuscirono infine a salire su un treno della ferrovia dell'Hegiaz e raggiunsero Costantinopoli nel giugno del 1915, dopo una fuga lunga otto mesi e circa 11.000 chilometri
Nel corso di una campagna durata tre mesi, lo Emden percorse circa 30.000 miglia (56.000 chilometri) distruggendo due navi da guerra dell'Intesa e affondando sedici mercantili britannici e uno russo, per un totale di 70.825 tonnellate di stazza; altri quattro mercantili britannici furono fermati ma poi lasciati liberi di proseguire, mentre due carboniere furono catturate e usate come rifornitori. Il relitto dell'incrociatore rimase a lungo immobile nel punto dove si era spiaggiato: nel 1915 una società giapponese propose di recuperarlo e rimetterlo in servizio, ma un'ispezione al relitto compiuta dalla cannoniera australiana HMAS Protector constatò che una simile operazione, visti danni troppo gravi ed estesi, non poteva essere vantaggiosa. Il relitto, ulteriormente danneggiato dagli eventi atmosferici, fu poi smantellato in situ nel 1920 da una compagnia di salvataggio giapponese; parti della nave rimasero a lungo sparpagliate nell'area.

## L'eredità
La crociera corsara dell'Emden destò profonda ammirazione in Germania, e altre quattro unità della marina militare tedesca ne ricevettero il nome:
- il secondo Emden fu un incrociatore leggero della classe Königsberg, entrato in servizio con la Kaiserliche Marine il 16 dicembre 1916; partecipò alle fasi finali della prima guerra mondiale e all'autoaffondamento della flotta tedesca a Scapa Flow del 21 giugno 1919. Il relitto fu recuperato e assegnato alla Francia come preda di guerra, per poi essere avviato alla demolizione nel 1926.
- Il terzo Emden fu un incrociatore leggero unico della sua classe, entrato in servizio il 15 ottobre 1925 con la nuova Reichsmarine, prima nave da guerra ad essere varata in Germania dalla fine della Grande Guerra; passato alla Kriegsmarine, combatté nella seconda guerra mondiale per poi autoaffondarsi il 3 maggio 1945 a Kiel.
- La quarta Emden fu una fregata della classe Köln, entrata in servizio il 24 ottobre 1961 con la marina militare della Repubblica federale di Germania e radiata il 30 giugno 1983.
- La quinta Emden, infine, fu una fregata missilistica della classe Bremen, entrata in servizio il 7 ottobre 1983 con la marina militare della Repubblica federale di Germania e radiata il 29 novembre 2013.

## Al cinema
L'episodio della battaglia delle Cocos fu ripreso nel 1928 da The Exploits of the Emden, un film australiano prodotto dalla First National Pictures (Australasia) e diretto da Ken G. Hall.

### Riferimenti
1. 1 2 3 4 5 6  Gröner 1990, p. 105.
2. 1 2 3   Emden Technical Data, su german-navy.de. URL consultato il 10 dicembre 2013.
3. ↑  Gardiner & Gray 1984, pp. 159-163.
4. 1 2  Forstmeier 1972, p. 2.
5. ↑  Gröner 1968, p. 172.
6. ↑  Gardiner & Gray 1984, p. 157.
7. 1 2 3   Emden Operational History, su german-navy.de. URL consultato il 10 dicembre 2013.
8. ↑  Van der Vat 1984, p. 19.
9. ↑  Forstmeier 1972, pp. 3-4.
10. ↑  Staff 2011, p. 29.
11. ↑  Forstmeier 1972, p. 4.
12. ↑  Forstmeier 1972, p. 5.
13. ↑  Forstmeier 1972, pp. 5-6.
14. 1 2 3 4 5 6 7 8 9 10 11 12 13   SMS Emden, su worldwar1.co.uk. URL consultato il 10 dicembre 2013.
15. ↑  Forstmeier 1972, pp. 6-8.
16. 1 2  Halpern 1995, p. 75.
17. 1 2 3  Forstmeier 1972, p. 10.
18. 1 2  Forstmeier 1972, p. 11.
19. ↑  Staff 2011, p. 128.
20. 1 2  Forstmeier 1972, p. 14.
21. 1 2  Staff 2011, p. 131.
22. ↑  Staff 2011, p. 132.
23. ↑  Halpern 1995, pp. 75-76.
24. 1 2 3  Forstmeier 1972, p. 16.
25. ↑  Staff 2011, p. 134.
26. 1 2  Forstmeier 1972, p. 19.
27. ↑  Staff 2011, p. 138.
28. ↑  Forstmeier 1972, p. 20.
29. ↑  Forstmeier 1972, p. 21.
30. ↑  Halpern 1995, p. 76.
31. ↑  Gröner 1990, p. 106.